# 希爾斯費里 (加利福尼亞州)
希爾斯費里（英語：Hills Ferry）是位於美國加利福尼亞州斯坦尼斯洛斯縣的一個非建制地區。該地的面積和人口皆未知。

## 地理
希爾斯費里的座標為37°20′56″N 120°58′47″W / 37.34889°N 120.97972°W，而該地的平均海拔高度為21米（即69英尺）。